# Oenothera mendocinensis
Oenothera mendocinensis är en dunörtsväxtart som beskrevs av John Gillies, William Jackson Hooker och Arn.. Oenothera mendocinensis ingår i släktet nattljussläktet, och familjen dunörtsväxter. Inga underarter finns listade i Catalogue of Life.